# Isla Elefante
La isla Elefante es la más septentrional de las islas Shetland del Sur, archipiélago ubicado en la Antártida. Junto con la isla Clarence y otras islas e islotes, forma el grupo llamado islas Piloto Pardo en la cartografía oficial chilena.
Tiene un lugar de importancia en la historia de la Antártica pues en 1916 fue el refugio de la fallida Expedición Imperial Transantártica británica y el lugar donde se llevó a cabo su posterior rescate en pleno invierno por Luis Pardo Villalón, al mando de la escampavía Yelcho de la Armada de Chile.
El único país que posee infraestructura en la isla es Brasil, con el refugio de verano Emílio Goeldi, en la costa norte.

## Toponimia
Fue nombrada por primera vez en 1821 por el ballenero británico George Powell, debido a la presencia de elefantes marinos en sus costas.

## Geografía
La isla cuenta con 47 km largo y 27 km de ancho. Se encuentra situada a 1253 kilómetros al sudoeste de la islas Georgias del Sur, a 953 km al sur de las islas Malvinas y a 885 km al suroeste del cabo de Hornos. Entre 4.5 a 9 km al noroeste de la isla se encuentran los Farallones Focas.
La isla está casi completamente cubierta de glaciares y tiene una elevación máxima de 852 metros en el cordón Pardo. Destacan el cabo Yelcho al noroeste, el cabo Lindsey al oeste, el cabo Lookout al sur y el cabo Valentine al este. La punta Wild se encuentra en la costa norte de la isla.  La isla es pobre en cuanto a flora y fauna, aunque pueden encontrarse pingüinos papúa antárticos, focas e incluso pingüino barbijo anidando.
Las costas son abruptas y de difícil desembarco, lo cual ha propiciado que no haya habido ningún asentamiento humano permanente, a pesar de que la isla está muy bien situada para el soporte y el avance científico y las actividades de pesca y caza de ballenas.

## Historia
La isla fue descubierta en 1820 por el explorador británico Edward Bransfield. Durante el siglo XIX Fue visitada por diversas expediciones, como la del ballenero británico George Powell en 1821, el explorador Fabian Gottlieb von Bellingshausen, también en 1821, y el francés Jules Dumont d'Urville en 1840.
El 14 de abril de 1916 llegaron a la isla los sobrevivientes de la expedición Expedición Imperial Trans-Antártica al mando de sir Ernest Shackleton, luego de que el bergantín Endurance quedase atrapado en el hielo y finalmente se hundiera.  Instalaron un refugio al norte de la isla, en Punta Wild.
Al ser la isla un lugar remoto, deshabitado y raramente visitado por balleneros u otros barcos, el 24 de abril, parte de la expedición (incluido Shackleton) se embarcó para solicitar ayuda en uno de los botes salvavidas del Endurance, que fue bautizado James Caird.
El primer intento de rescate se efectuó con el buque ballenero Cielo del Sur, que no pudo llegar a las costas de la isla debido a una barrera impenetrable de hielo a unos 110 kilómetros de ella. El segundo intento fallido contó con la colaboración del gobierno de Uruguay y el barco de arrastre Instituto de Pesca Nº. 1 capitaneado por Ruperto Elichiribehety. Ya en el mes de julio, un nuevo intento se efectuó mediante la goleta Emma, nuevamente infructuoso debido a la barrera de hielo.
El 30 de agosto de 1916, el piloto chileno Luis Pardo Villalón, al mando de la escampavía Yelcho de la Armada de Chile, logró finalmente rescatar a la tripulación del Endurance en Punta Wild.

### Sitio y monumento histórico
En Punta Wild se encuentra el Sitio conmemorativo del Endurance compuesto por un busto del capitán Luis Pardo Villalón, monolito y placas para recordar el rescate de los sobrevivientes del buque británico Endurance por el Yelcho de la Armada chilena, fue designado Sitio y Monumento Histórico de la Antártida n.º 53 bajo el Tratado Antártico.

## Galería

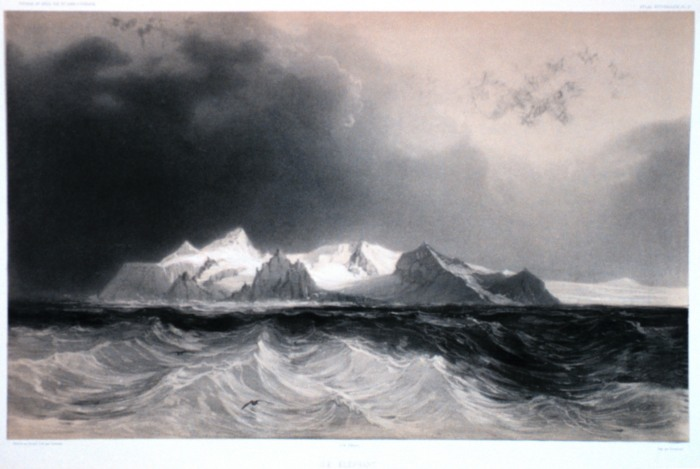
La isla Elefante según un grabado de la 2.ª Expedición Antártica Francesa, comandada por Jules Dumont d'Urville (1837-1840)
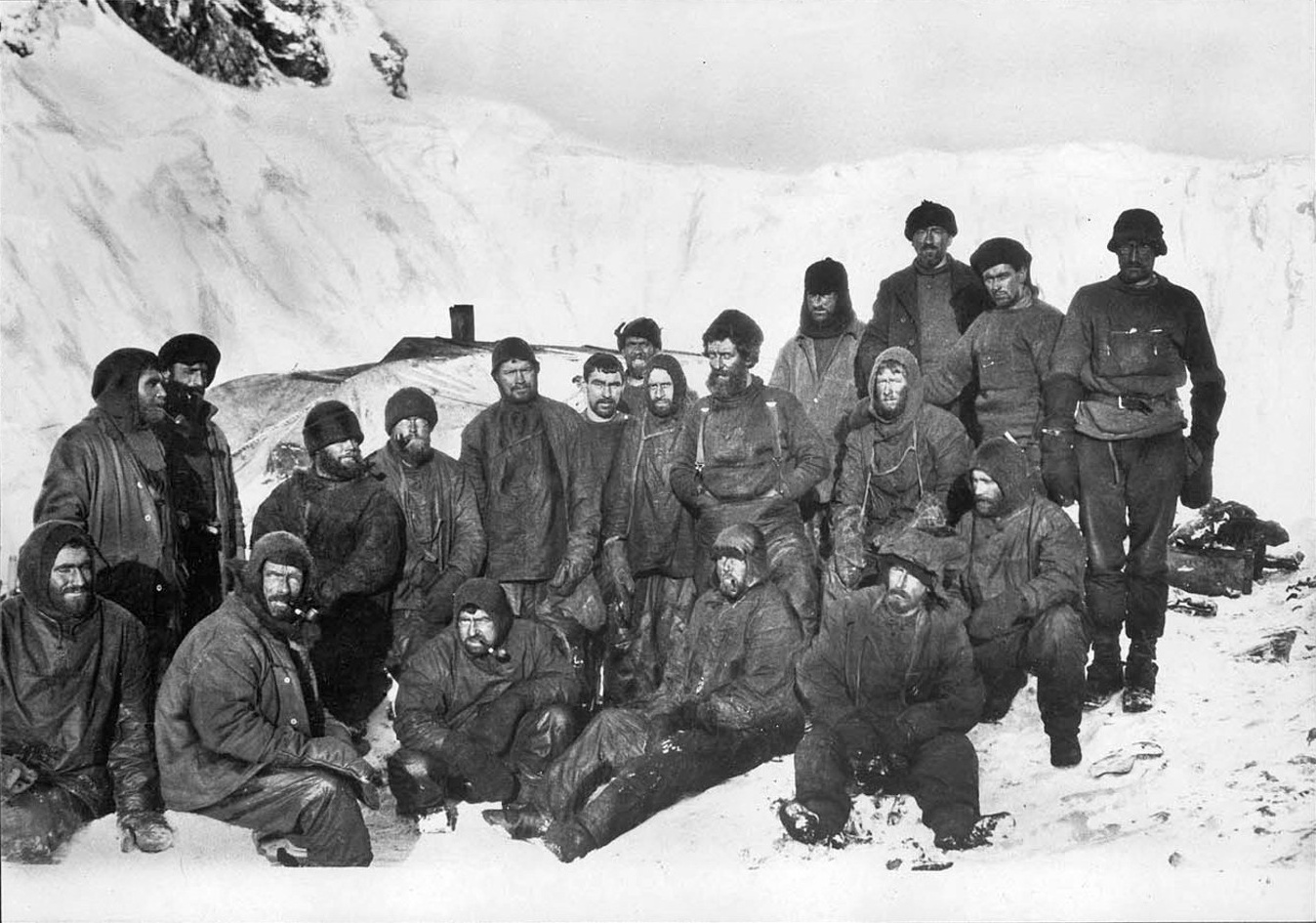
Los hombres de la Expedición Imperial Trans-Antártica que se quedaron en la isla esperando su rescate (1916)
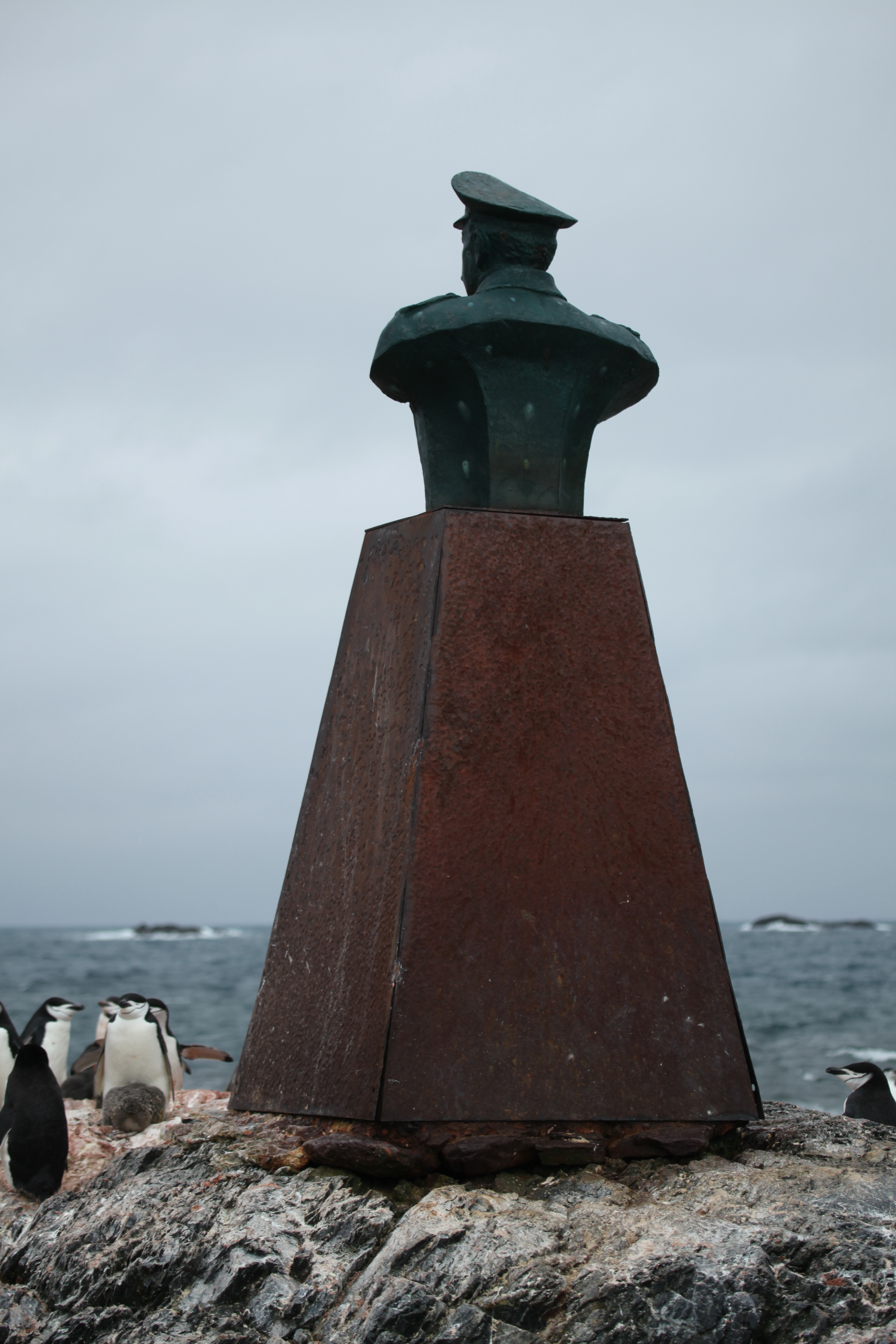
Monumento histórico conmemorativo al Endurance, Punta Wild

## Reclamaciones territoriales
- Argentina: Incluye a las islas en el departamento Antártida Argentina dentro de la provincia de Tierra del Fuego, Antártida e Islas del Atlántico Sur
- Chile: Incluye a las islas en el archipiélago islas Piloto Pardo, comuna Antártica de la provincia Antártica Chilena, dentro de la Región de Magallanes y Antártica Chilena.
- Reino Unido: Incluye a las islas en el Territorio Antártico Británico.

Las tres reclamaciones están sujetas a las disposiciones del Tratado Antártico.
Nomenclatura de los países reclamantes
- Argentina: Isla Elefante
- Chile: Isla Elefante[1]
- Reino Unido: Elephant Island